# Musée de l'industrie LWL

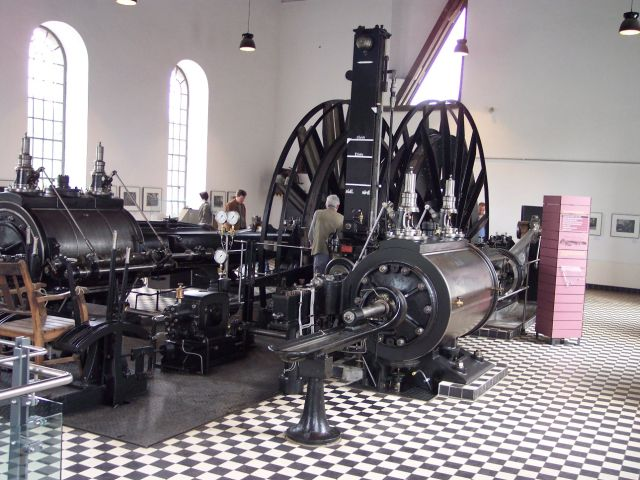
Machine à vapeur de la houillère Nachtigall à Witten

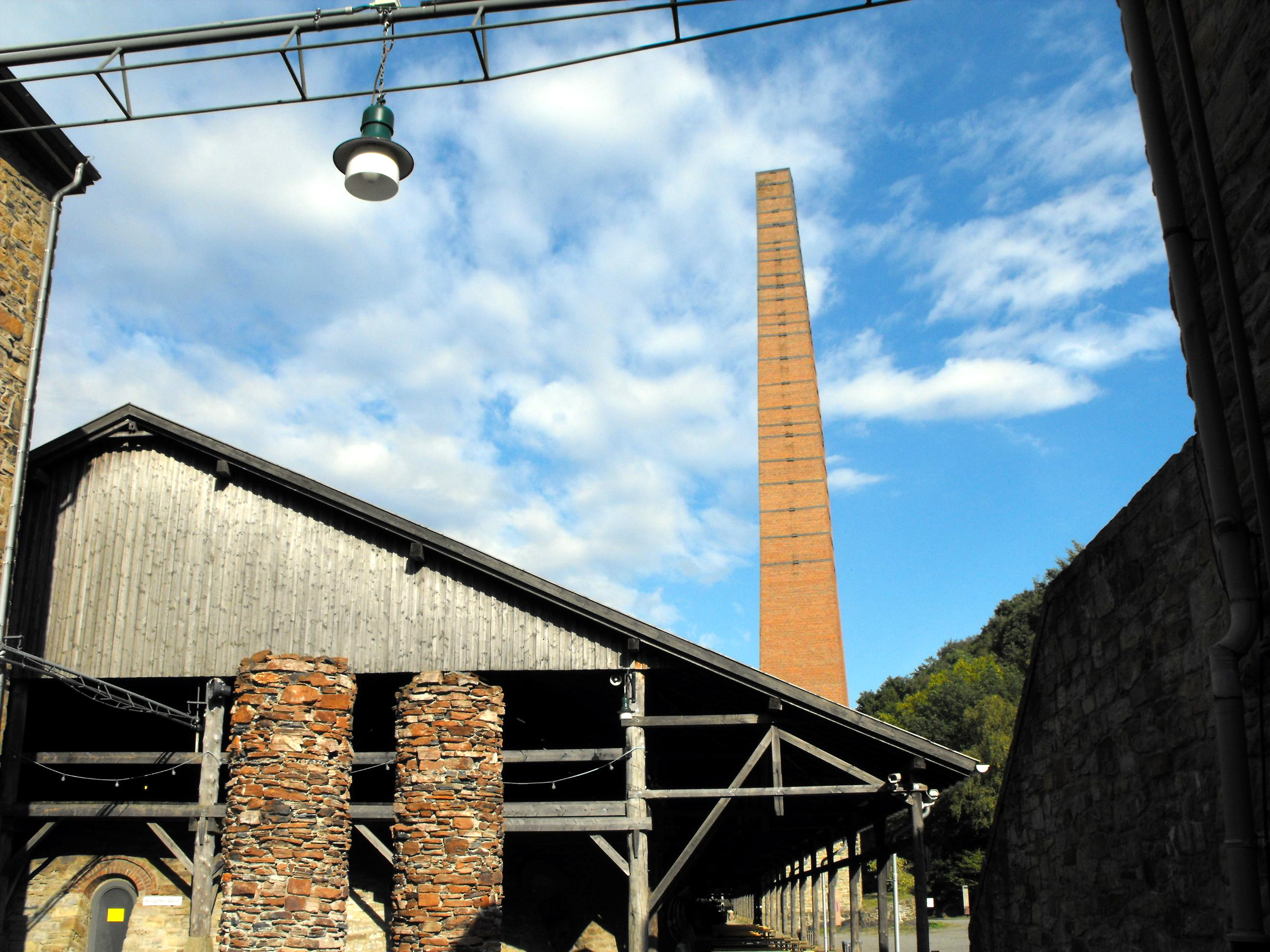
Houillère Nachtigall.

Le musée de l'industrie LWL regroupe  huit établissements industriels désaffectés  transformés en musée tous situés dans le Land de  Rhénanie-du-Nord-Westphalie en Allemagne. Le musée est géré par le Landschaftsverband Westfalen-Lippe (LWL).

## Historique
Au début des années 1960, le cœur industriel de l'Allemagne situé dans la région de la Ruhr et symbolisé par ses mines de charbon et ses aciéries subit des mutations rapides. De nombreuses établissements industriels ferment et les bâtiments qui témoignaient de la révolution industrielle disparaissent. Les autorités régionales décident de préserver une partie de ce patrimoine industriel en créant, en 1979, le premier musée consacré à l'industrie en Allemagne. Le premier établissement préservé est le bâtiment de la houillère de Zollern qui constitue un joyau de l'architecture Jugendstil. En 2015, le musée regroupe 8 installations industrielles restaurées et ouvertes au public. Ces équipements servent également de lieux d'animation culturelle dans lesquels se déroulent des concerts, des expositions, etc.

## Les établissements industriels préservés
- La houillère Zollern à Dortmund qui est également le siège du musée
- La houillère Hannover à Bochum,
- La houillère Nachtigall à Witten,
- L’ascenseurs à bateaux d'Henrichenburg à Waltrop,
- Le haut fourneau Henrich à Hattingen,
- Le musée du textile Bocholt à Bocholt,
- La tuilerie Lage à Lage
- La verrerie Gernheim à Petershagen dans l'arrondissement de Minden-Lübbecke.

## Les navires préservés
- Le remorqueur à vapeur Fortuna de 1909

## Galerie

Panneaux solaires et radiateurs
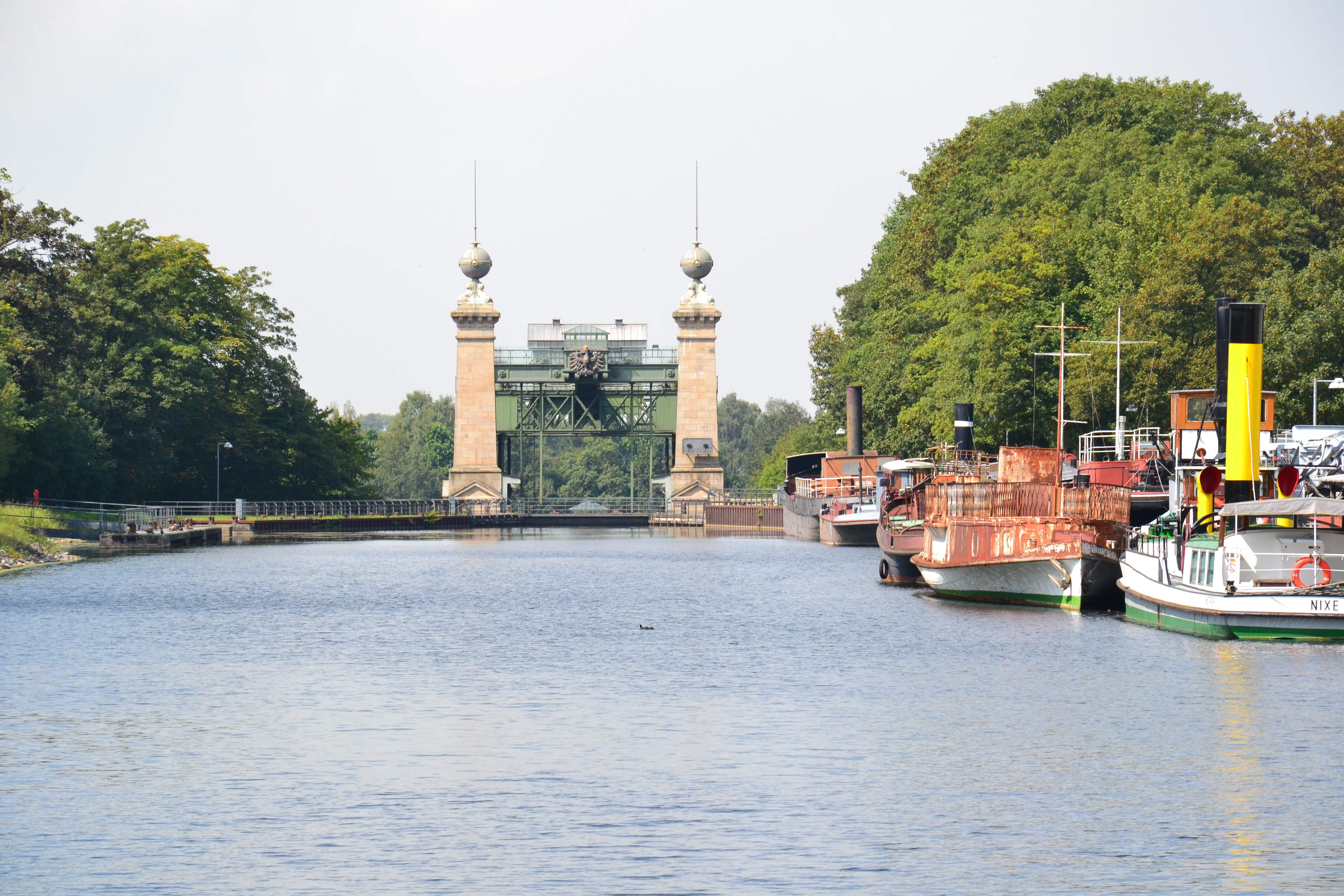
L’ascenseur à bateaux   Henrichenburg à Waltrop.
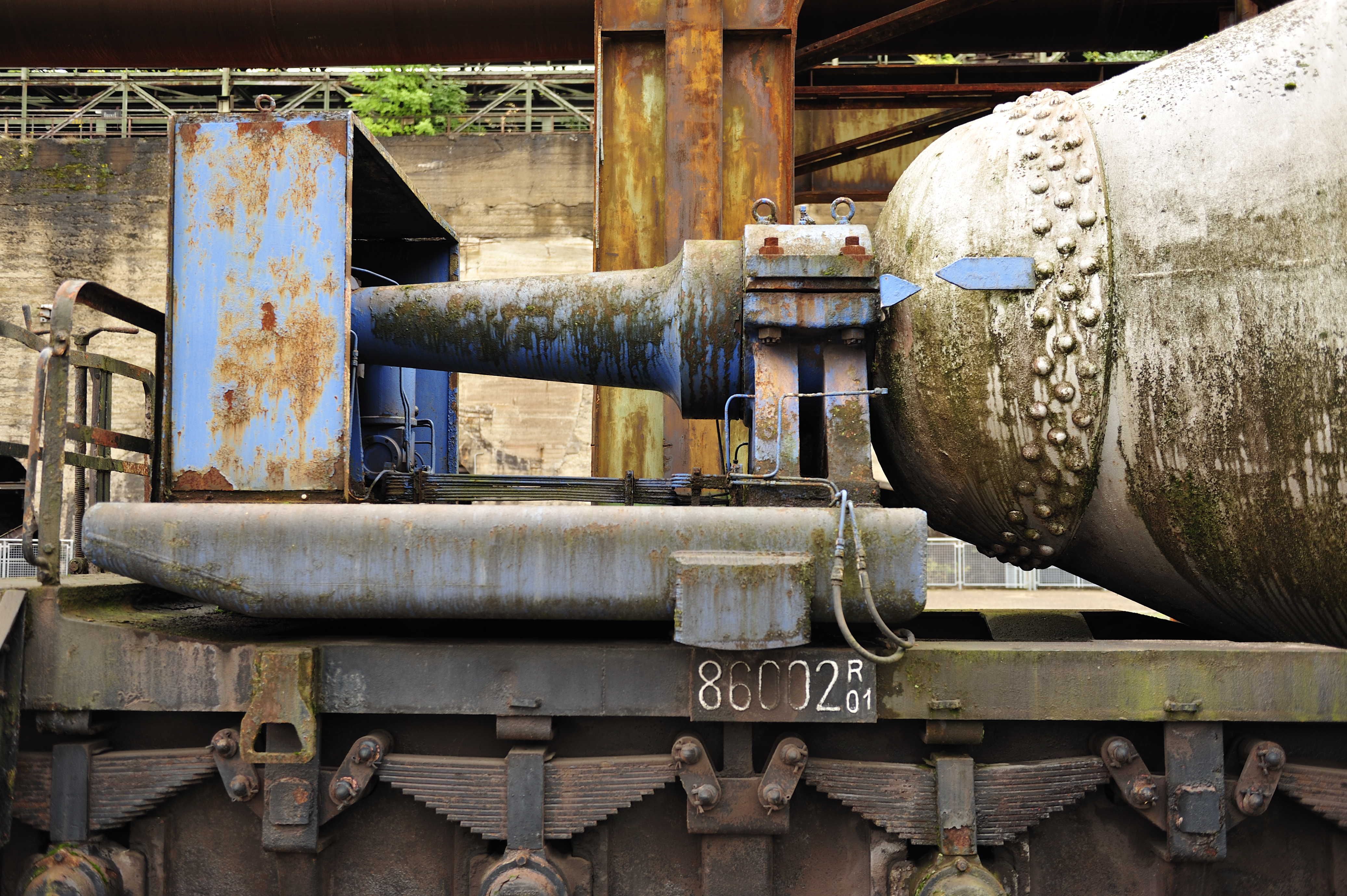
Détail d'un wagon au haut-fourneau Henrich à Hattingen
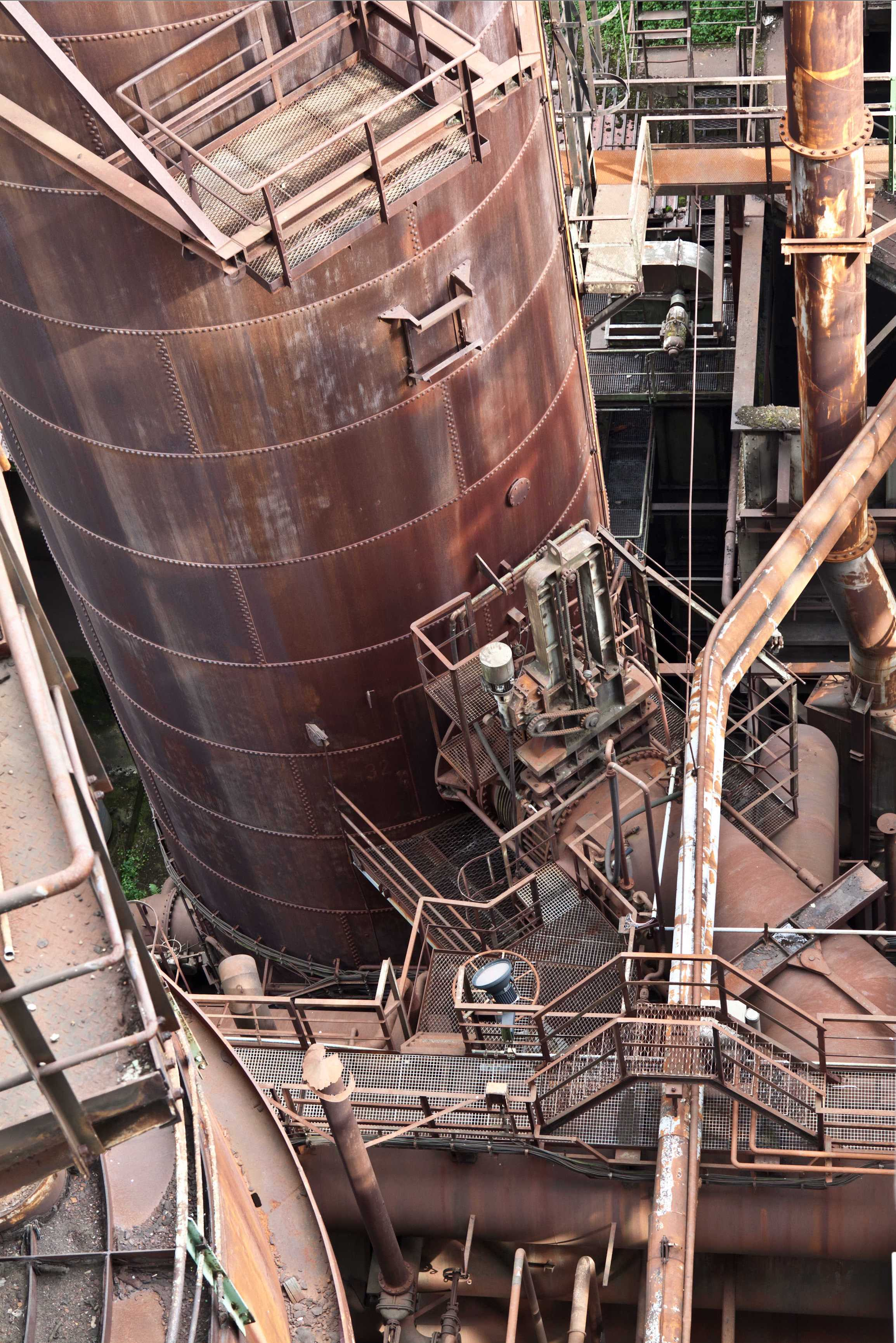
haut-fourneau Henrich